# Anisoptera marginata
Espèce
Classification phylogénétique
Statut de conservation UICN

 VU  : Vulnérable

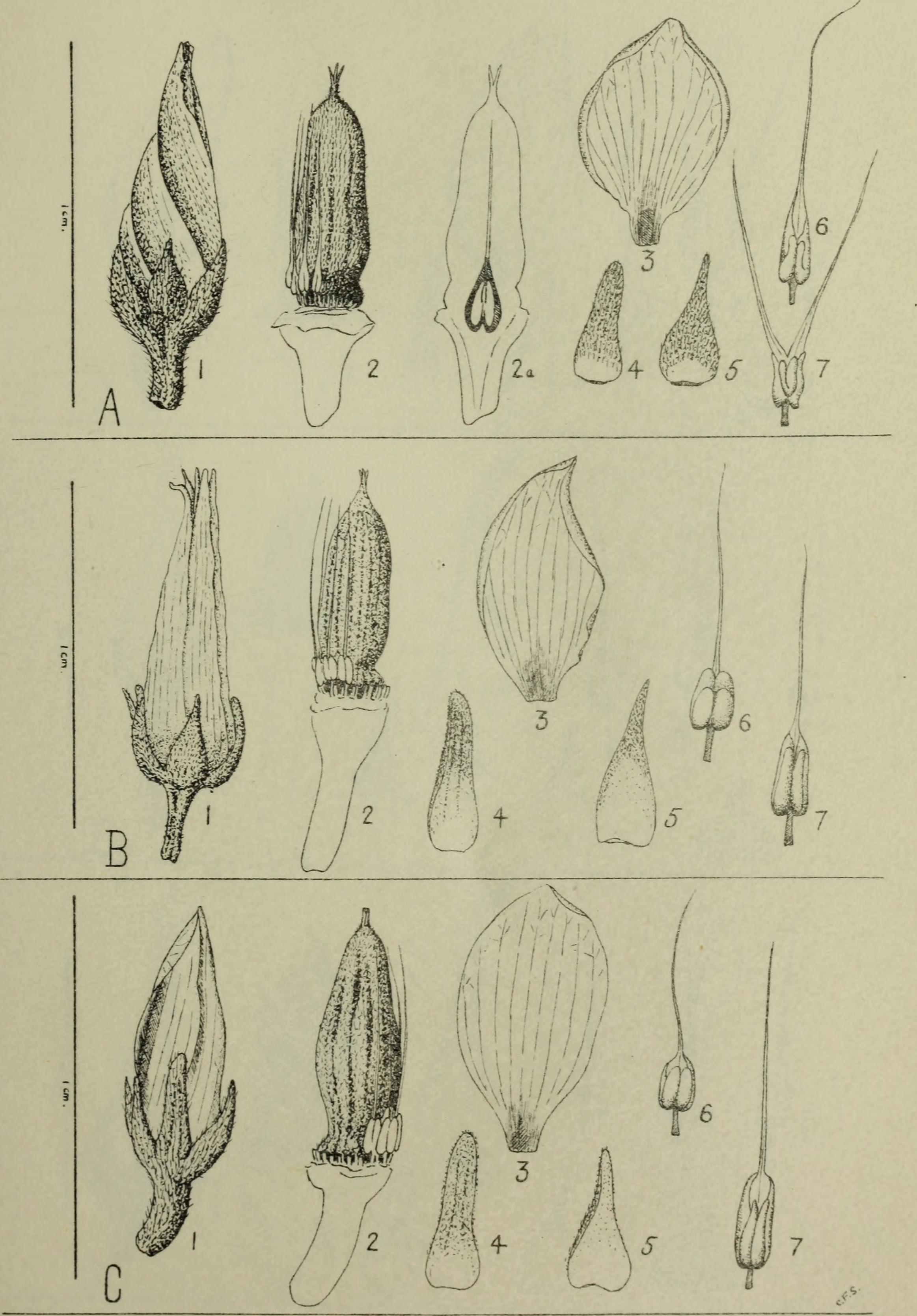
Anisoptera

Anisoptera marginata est un grand arbre sempervirent de Sumatra et de la Péninsule Malaise, appartenant à la famille des Diptérocarpacées.

## Répartition
Forêts mixtes inondées de Sumatra et de la Péninsule Malaise.

## Préservation
Menacé par la déforestation.